# Tikrit (distrito)
O distrito de Tikrit ou Ticrite (em árabe: قضاء تكريت) é um distrito da província de Saladino, no Iraque. Sua capital é Tikrit.